# Rachel Scott
Rachel Joy Scott (ur. 5 sierpnia 1981 w Denver, zm. 20 kwietnia 1999 w Littleton w Kolorado) – amerykańska uczennica, jedna z ofiar Masakry w Columbine High School. Na podstawie jej życiorysu powstał film Moja miłość.